# Mörttjärnen (Attmars socken, Medelpad)
Mörttjärnen är en sjö i Sundsvalls kommun i Medelpad och ingår i Ljungans huvudavrinningsområde.